# David Auburn
David Auburn (30 de noviembre de 1969; Chicago) es un dramaturgo estadounidense. También es guionista cinematográfico y director teatral. En 2001 recibió el Premio Pulitzer por su obra La prueba (The Proof).

## Biografía
David Auburn nació en Chicago, Illinois (EE. UU.). Residió con su familia en el estado de Ohio hasta que en 1982 se trasladan a Arkansas. Se licencia en Literatura Inglesa en 1991 en la Universidad de Chicago y en 1992 se traslada a Nueva York fijando su residencia en Manhattan.
En 1997 se dio a conocer en el Off-Broadway con Skyscraper, pero la fama le llegó en 2000 con La prueba (Proof), ganando el Premio Pulitzer de teatro y el Premio Tony a la mejor obra, ambos concedidos en 2001. Esta obra la adaptó al cine en 2005 (La verdad oculta), teniendo como protagonistas a Gwyneth Paltrow y Anthony Hopkins. En 2006, realizó el guion de la película La casa del lago con Sandra Bullock y Keanu Reeves.
En 2007 se estrenó como director montando su propio texto, The girl in the park. En 2012, volvió a Broadway para estrenar The Columnist.

## Obras (selección)
- Skyscraper (1997)
- La prueba (2000)
- The girl in the park (2007)
- The columinst (2012)
- Lost lake (2014)

## Premios
- Premio Pulitzer de Teatro en 2001 por La prueba (The Proof)